# Карло Монтано
Карло Монтано (італ. Carlo Montano, нар. 25 вересня 1952, Ліворно, Італія) — італійський фехтувальник на рапірах, срібний (1976 рік) призер Олімпійських ігор.

## Виступи на Олімпіадах
| Олімпіада     | Дисципліна           | Місце     |
| ------------- | -------------------- | --------- |
| Мюнхен 1972   | командна рапіра      | 3 p1 r1/4 |
| Монреаль 1976 | індивідуальна рапіра | 26        |
| Монреаль 1976 | командна рапіра      | 2         |